# ポルト・マントヴァーノ
ポルト・マントヴァーノ（伊: Porto Mantovano）は、イタリア共和国ロンバルディア州マントヴァ県にある、人口約16,000人の基礎自治体（コムーネ）。

## 地理

### 位置・広がり

#### 隣接コムーネ
隣接するコムーネは以下の通り。
- クルタトーネ
- ゴーイト
- マントヴァ
- マルミローロ
- ローディゴ
- ロヴェルベッラ
- サン・ジョルジョ・ビガレッロ (サン・ジョルジョ・ディ・マントヴァ)

### 気候分類・地震分類
気候分類では、zona E, 2388 GGに分類される。
また、イタリアの地震リスク階級 (it) では、zona 3 (sismicità bassa) に分類される。

## 行政

### 分離集落
ポルト・マントヴァーノには、以下の分離集落（フラツィオーネ）がある。
- Bancole, Montata Carra, Sant'Antonio (sede comunale), Soave, Spinosa

## 自然・環境
ミンチョ川の氾濫原 Valli del Mincioは、ラムサール条約の定める「国際的に重要な湿地」に登録されている（イタリアのラムサール条約登録地一覧、クルタトーネも参照）。